# Berglas
Berglas ist ein Ortsteil der Gemeinde Weischlitz im sächsischen Vogtlandkreis. Er wurde am 1. April 1939 nach Großzöbern eingemeindet, mit dem er am 1. Januar 1994 zur Gemeinde Burgstein und am 1. Januar 2011 zur Großgemeinde Weischlitz kam. Seitdem bildet Berglas gemeinsam mit Großzöbern und Kleinzöbern den Ortsteil Großzöbern.

## Geografie

### Lage und Verkehr
Berglas liegt im Süden des Gemeindegebiets von Weischlitz und in der südlichen Flur der Ortschaft Großzöbern. Der Berglaser Lohbach fließt nordöstlich am Ort vorbei. Bevor er in die südöstlich des Orts gelegene Talsperre Dröda mündet, wird der zur Vorsperre Berglas aufgestaut. An Berglas führt die Staatsstraße 319 (ehemalige Bundesstraße 173) im Süden vorbei, die Bundesautobahn 72 liegt nordwestlich des Orts. Südwestlich des Orts verläuft der Kammweg Erzgebirge–Vogtland.
Berglas befindet sich im Westen des Vogtlandkreises und im sächsischen Teil des historischen Vogtlands. Geografisch liegt der Ort im Zentrum des Naturraums Vogtland (Mittelvogtländisches Kuppenland).
Der Ort ist mit der vertakteten RufBus-Linie 52 des Verkehrsverbunds Vogtland an Weischlitz, Oelsnitz und Gutenfürst angebunden.

### Nachbarorte
| Ruderitz          |                                             | Großzöbern |
| Flur Ramoldsreuth | Kompassrose, die auf Nachbargemeinden zeigt |            |
|                   | Engelhardtsgrün                             |            |

## Geschichte
Das Platzdorf Berglas wurde erstmals im Jahre 1333 urkundlich als „Pergleniz“ erwähnt.
Bezüglich der Grundherrschaft war Berglas geteilt. Um 1542 gehörte der Ort anteilig der Pfarre Großzöbern und dem Rittergut Geilsdorf. Um 1764 bis 1856 unterstand Berglas dem Rittergut Pirk. Berglas lag bis 1856 im kursächsischen bzw. königlich-sächsischen Amt Voigtsberg. Kirchlich gehört Berglas seit jeher zu Großzöbern, welches eine sogenannte Streitpfarre im vogtländischen Grenzland war. 1856 wurde Berglas dem Gerichtsamt Plauen und 1875 der Amtshauptmannschaft Plauen angegliedert. Gemeinsam mit Kleinzöbern wurde Berglas am 1. April 1939 nach Großzöbern eingemeindet.
Durch die zweite Kreisreform in der DDR kam Berglas als Ortsteil der Gemeinde Großzöbern im Jahr 1952 zum Kreis Plauen-Land im Bezirk Chemnitz (1953 in Bezirk Karl-Marx-Stadt umbenannt), der 1990 als sächsischer Landkreis Plauen fortgeführt wurde und 1996 im Vogtlandkreis aufging. Am 1. Januar 1994 schloss sich die Gemeinde Großzöbern mit sechs weiteren Gemeinden zur Gemeinde Burgstein zusammen, die wiederum am 1. Januar 2011 in die Großgemeinde Weischlitz eingegliedert wurde. Seitdem bilden Großzöbern, Kleinzöbern und Berglas die Ortschaft Großzöbern.